# KOBA
KOBA（コバ)は、日本のダンサー、俳優、振付家、演出家、ダンス講師、演技講師。

## 概要
19歳（1988年）よりダンサーとしてイベントやメディア媒体で活動。
1994年、布施博主宰、劇団「TOKYO ROCKN’ PARADISE」に、旗揚げメンバーとして参加。1998年、同劇団同期生らと共に、パフォーマンス集団「air:man」結成。
クラブショーケース、コレオグラファーとして活動の後、2002年、脱退。2007年より、NAOYA(ex.ZOO)主宰による、ダンサーユニット『artroid works』のメンバーとして活動。また、同氏プロデュースによる、劇団『artroid theater』の副代表、及び、全作品の演出を担当。

## 出演

### DANCE
- 1998年 パフォーマンスチーム『air:man』結成
- 2000年 矢沢永吉ツアー2000「STOP YOUR STEP」ツアーダンサー（日本武道館、大阪城ホール、名古屋レインボーホール）
- 2002年 ユネスコスーパーチャリティライブ「LAVELA2002・SPECIAL」（日本武道館） 出演
- 2004年 「サンクス スーパーライブ」（名古屋レインボーホール）光永亮太バックダンサー&振り付け
- 2004年 お台場冒険王
- 2004年 矢沢永吉ツアー2004「FIFTY FIVE WAY in BUDOKAN 」
- 2005年 インターナショナル HIPHOPチャンピオンシップ（ZEPP TOKYO）ゲストショーケース
- 2005年 UNITED DANKS 2005 HAIR SHOW（代々木第二体育館）モデル＆ダンサー
- 2006年 高橋洋子 LIVE 2006（新木場 STUDIO COAST）ダンサー
- 2006年「HERO'S 2006」須藤元気入場パフォーマンス（日本武道館）ダンサー
- 2006年 須藤元気プロデュース「ということは愛ですよ」（ZEPP TOKYO）ダンサー
- 2006年「K-1 MAX」須藤元気入場パフォーマンス（有明コロシアム）ダンサー
- 2006年 L'Arc-en-Ciel 15thL'anniversary Live（東京ド－ム）ダンサー
- 2007年 スガシカオ ~FAN - KEY PARADE '07~ in 日本武道館 (日本武道館)ダンサー

### 映画
- 2004年「ナイスの森」

### CM
- 大阪ガス
- 田辺製薬
- ドリームジャンボ 宝くじ
- 21SEIKI

### PV
- 2005年 GLAY×EXILE 『SCREAM』
- 2007年 スガシカオ『午後のパレード』

### 舞台
- 1994年「オーバー・ザ・フェンス」（吉祥寺バウスシアター）
- 1995年「さらば青春の光」（東演パラータ）
- 1995年「Harley-Davidson On My Mind」（新宿ルミネホール）
- 1995年「mean street」（スペース107）
- 1996年「HERE I AM」（スタジオあくとれ）
- 1998年「シアターパンク」（本多劇場）
- 1998年「本人との続柄、祖母」（西荻窪TURNING）
- 1999年「Liar」（中目黒ウッディーシアター）
- 1999年「ひやしんす」（高田馬場プロト・シアター）
- 2001年「LAVELA 2001」（天王洲アートスフィア）
- 2001年「泣いたらあかん」（中目黒ウッディーシアター）
- 2002年「紙ヒコーキ」（目黒福祉センターホール）
- 2003年「泣いたらあかん、第２話」（中目黒ウッディーシアター）
- 2003年「Love is real」（千本桜ホール）
- 2004年「泣いたらあかん、第３話」（浅草SHOWホール）
- 2005年「泣いたらあかん、第４話」（浅草SHOWホール）
- 2006年「約30の嘘」（シアター・ブラッツ）
- 2006年「泣いたらあかん、第5話」（中目黒ウッディーシアター）
- 2006年「～踊るやくざシリーズ～　YAKUZA-MAN06」（ＴＡＣＣＳ１１７９）
- 2007年「もみじ」（アドリブ小劇場 ）
- 2009年「粉雪」（アドリブ小劇場 ）
- 2010年「LEADERS2」（五反田ゆうぽうと）
- 2011年「Angel」（参宮橋TRANCE MISSION)
- 2014年「罪忍」（萬劇場）